# Chlorocichla
Genre
Chlorocichla est un genre de passereaux de la famille des Pycnonotidae. Il comprend cinq espèces de bulbuls.

## Répartition
Ce genre se trouve à l'état naturel en Afrique subsaharienne,,,,.

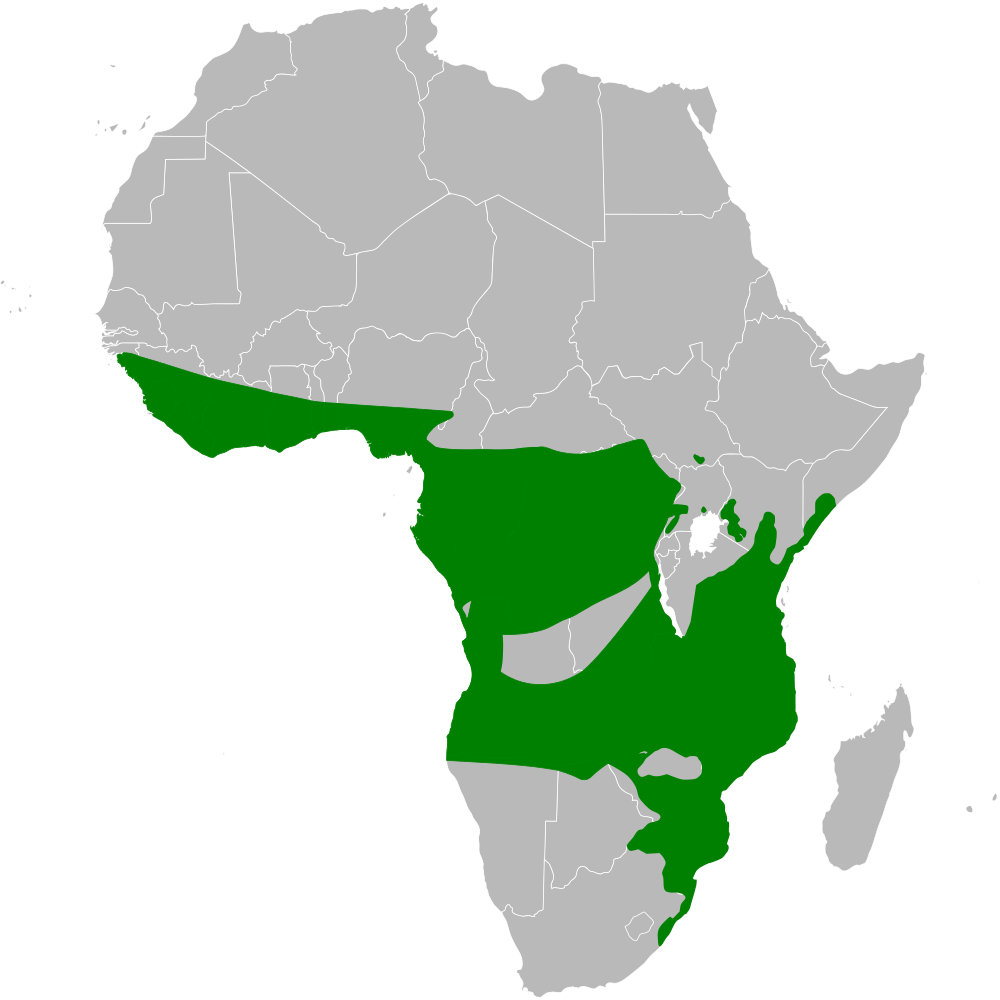
Répartition de Chlorocichla.

## Liste des espèces
Selon la classification de référence du Congrès ornithologique international (version 8.2, 2018) (ordre alphabétique) :
- Chlorocichla falkensteini (Reichenow, 1874) - Bulbul de Falkenstein, Petit Bulbul à gorge jaune
- Chlorocichla flaviventris (Smith, A, 1834) - Bulbul à poitrine jaune, Bulbul jaune à tête noire
  - Chlorocichla flaviventris centralis Reichenow, 1887
  - Chlorocichla flaviventris flaviventris (Smith, A, 1834)
  - Chlorocichla flaviventris occidentalis Sharpe, 1882
- Chlorocichla laetissima (Sharpe, 1899) - Bulbul joyeux
  - Chlorocichla laetissima laetissima (Sharpe, 1899)
  - Chlorocichla laetissima schoutedeni Prigogine, 1954
- Chlorocichla prigoginei De Roo, 1967 - Bulbul de Prigogine
- Chlorocichla simplex (Hartlaub, 1855) - Bulbul modeste